# 単性説
単性説（たんせいせつ、Monophysitism）あるいは単性論（たんせいろん）とは、キリスト論において用いられたキリスト教用語で、受肉したイエス・キリストが単一の性（natura）のみを有するという説・論。"Monophysitism"の語源はギリシャ語で1つを意味する"mono"と本性を意味する"physis"という言葉である。カルケドン公会議で採択された、キリストは神性と人性という二つの本性を持つという立場（両性説）によって否定された立場である。

## 概要
もともと単性説はネストリウス派の思想に対抗する形でエジプトを中心に盛んになったが、カルケドン公会議で退けられた。後に単性説の変形ともいうべき単意説の思想が起こった。これはもともと単性説とカルケドン派の立場を結びつけるために考え出されたものであったが、いくたびかは東ローマ帝国皇帝の支持を受けながらも、これも結局退けられた。
4世紀に起こったアポリナリオス主義も単性論の傾向を有するか、もしくは単性論の一種と看做されることがあるが、単性論が明確な主張となったのは以下二つのうち前者を主張したエウテュケス（378年頃–453年頃）からであるとされる。
エウテュケス主義 (Eutychianism)キリストの人性は二つの性から成るが、受肉による合一以降、人性は神性に融合し、摂取され、単一の性になったとする。
一性論（または合性論） (Miaphysitism)非カルケドン派による主張内容。

## 歴史
ローマ教皇レオ1世(Leo I)は、エウティケスの考えを否定する書簡を、コンスタンディヌーポリ総主教フラウィアヌス(Flavianus)に送った。その書簡の内容は次のようなものであった。
- イエス・キリストは1つの位格しかない。
- しかし、この唯一の位格の中に互いに融合もせず、混合しない2つの本性がある。すなわち神性と人性である。
- この2つの本性は、それぞれ固有の能力を有し、異なった作用をするが、唯一の位格のなかに永遠に連繋をなしているものである。
- 位格の唯一性は、結果としてこの位格に2つの本性の状態と行動とを付与する．これは「イディオマの交流」（神人共通呼称）すなわち両本性の所有するものの交流である。

449年エフェソスで、以上の事柄に関する公会議がアレクサンドリア大主教ディオスコルス(Dioscorus)が議長を務めるもとで開かれた。この公会議には、ローマ教皇特使が出席しフラウィアヌスはローマ教皇側として出席した。決議はローマ教皇および総主教フラウィアヌス等を退ける結果となった。フラウィアヌスは虐待を受けて3日後に死に、教皇特使助祭ヒラリアヌス(Hilarianus)は苦難の後逃避に成功してイタリアに帰還した。直ちに教皇レオ1世は司教会議を招集し、このエフェソス公会議を無効とした。この公会議は「エフェソ強盗会議(Robber Council of Ephesus)」とも呼ばれる。後に東ローマ皇帝マルキアヌス(Marcianus)によってカルケドン公会議が開かれ、エウティケスの考えは公式に異端として排斥されることとなった。

## 非カルケドン派
シリア正教会、アルメニア使徒教会、コプト正教会、エチオピア正教会などは単性論教会とされる事がある。しかし、これらの教会はエウテュケス主義のみを「単性論」と捉え、自派の一性論（合性論）を単性論とは看做さず、単性論教会と分類されることを拒絶・否定している。
カルケドン公会議を否定して生じた派であることから、前記の諸教会のことを非カルケドン派（Non-Chalcedonian Churchs）ともいう。